# Bubikopf (Frisur)

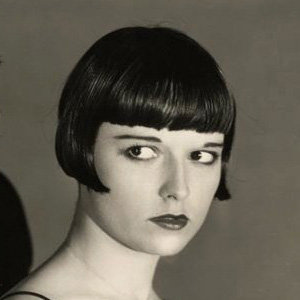
Louise Brooks (1929)

Monsieur Antoine, der Schöpfer des Bubikopfes. Aufnahme von Franz Löwy, 1927

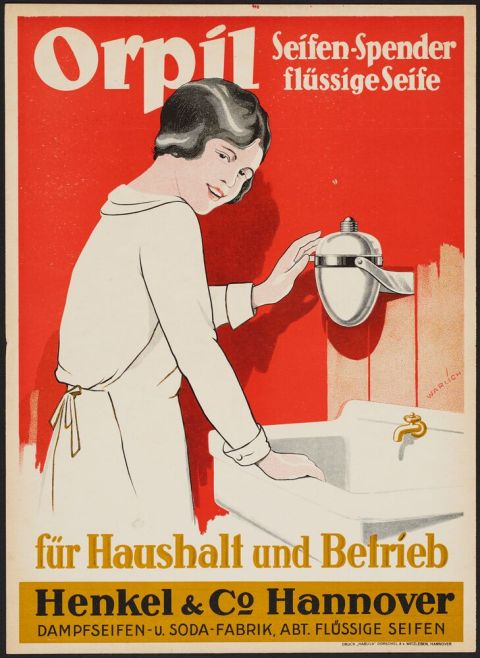
Junge Frau mit Kurzhaarschnitt: „Orpil Seifen-Spender flüssige Seife“;
(„Henkel & Co. Hannover / Dampfseifen- u. Soda-Fabrik, Abt. Flüssige Seifen“, 1920er Jahre)

Der Bubikopf ist eine Kurzhaarfrisur für Frauen und Mädchen. Die Frisur ist eine Variante des Bobs. Monsieur Antoine (d. i. Antoni Cierplikowski, 1884–1976), ein polnischer, in Paris tätiger Friseur, schuf bereits 1909 diesen Schnitt, der in Frankreich in Anlehnung an das historische Vorbild Coup à la Jeanne d’Arc hieß, dann im Europa der 1920er Jahre sehr beliebt wurde. Er war beeinflusst vom „Knabentyp“, dem Frauenbild der Zeit, und wurde schnell zur beliebtesten Haarmode.

## Frisur in der Zeit des Wandels
Das Haar wurde etwa kinnlang und glatt, mit Pony oder Seitenscheitel, mit oder ohne Wellen getragen. Erkennungszeichen waren die seitlich an den Wangen nach vorn gedrehten, bezeichnenderweise Herrenwinker genannten Frisurenelemente. Sonderformen wie der „Pagenschnitt“ und der „Etonschnitt“, am Hinterkopf kurz wie bei den Herren, waren der letzte Schrei. Zwischendurch gab es die „Windstoßfrisur“ mit von den Schläfen nach vorn gekämmtem bzw. hochgebürstetem Haar. Für den Abendauftritt lag das streng gescheitelte Haar von Pomade unterstützt eng am Kopf an. 1906 war die Dauerwelle erfunden worden und ließ neben dem glatten Bubikopf auch lockige Kurzhaarfrisuren in Mode kommen.
Der Bubikopf wirkte jungenhaft und war pflegeleicht. Er kam ohne eine einzige Haarnadel aus, passte unter die angesagten Glockenhüte und zum kurzen Rock, den seidenbestrumpften Beinen und dem spitz zulaufenden Schuhwerk, eine Kleidung, die zum Charleston passte. Dies harmonierte mit dem vorherrschenden Lebensgefühl und symbolisierte das neue Selbstbewusstsein der Frauen der 1920er Jahre. Der beschleunigte sozio-ökonomische Wandel dieser Zeit sorgte für eine veränderte Stellung der – immer häufiger berufstätigen – Frau, die eigenständig ihr Leben in die Hand nahm und wählen ging. 
Der Bubikopf gehörte zu den äußerlichen Merkmalen der von zeitgenössischen Modezeitschriften nicht selten auf Attribute wie Kleidungsstil, Jugendlichkeit, Sportlichkeit oder Motorisierung reduzierten „Neuen Frau“, die oft mit Zigarette in der Hand dargestellt wurde. Eine Verbindung des modischen Äußeren mit der emanzipatorischen Idee deutete sich ab etwa 1924 an. Zu der Zeit begann in Deutschland im Gefolge des Dawes-Plans eine wirtschaftliche Stabilisierung, und Frauen zogen, angelockt von den etwas höheren Industrielöhnen, vermehrt in die Großstädte. In der Folge kam es im Zuge einer wirklichen Emanzipation zur Gleichsetzung von Einstellung und Erscheinung der Frau.

## Widerstand gegen die Bubikopf-Frisur
In den traditionellen Männerkreisen der 1920er Jahre in Deutschland wurde der Bubikopf als unweiblich abgelehnt. Kurzhaarfrisuren galten als Ausdruck weiblicher Verstümmelung. Frauen hatten ihr Haar lang zu tragen, ggf. zu einem Zopf oder Dutt zusammenzufassen.
Kirchen verdammten den Bubikopf als gottlos und drohten seinen Trägerinnen den Ausschluss von den Heiligen Sakramenten an.
Die Nationalsozialisten verstiegen sich zu der Aussage, der Bubikopf sei von „verlausten Russinnen“ nach Deutschland eingeschleppt worden, der Stil sei „undeutsch und unpatriotisch“. Es kursierte der Slogan: „Arisch ist der Zopf, jüdisch ist der Bubikopf.“ Der Deutsche Turnerbund schloss mit diesem Ausspruch weibliche Bubikopf-Trägerinnen von turnerischen Aktivitäten aus.

## Bekannte Protagonistinnen
Zu den bekanntesten Protagonistinnen gehörte die US-amerikanische Tänzerin Irene Castle. Sie war 1915 die erste, die es wagte, sich einen Bubikopf schneiden zu lassen und damit über europäische und amerikanische Kabarettbühnen zu tingeln. In Paris feierte die Modeschöpferin Coco Chanel nach dem Krieg ihre ersten Erfolge mit Pullovern, kurzen Röcken und Hosen, wobei sie zugleich den Kurzhaarschnitt für Frauen propagierte. In Deutschland sorgte Asta Nielsen in der 1921 gedrehten Verfilmung von Shakespeares Hamlet mit der jungenhaften Ponyfrisur für Aufsehen und fand schnell viele Nachahmerinnen. Für die amerikanische Schauspielerin Colleen Moore kam der Durchbruch, als sie sich 1923 für den Film Flaming Youth ihre Haare zu einem Bubikopf frisieren ließ und so zum Vorbild für die „Flapper“ des „Jazz Age“ oder der „Roaring Twenties“ wurde. Als bekannteste Vertreterin dieses neuen Frauenbilds galt die Schauspielerin Louise Brooks.